# Маленький принц (альбом ДК)
«Маленький принц» — магнитоальбом советской рок-группы «ДК», выпущенный в 1984 году. Записано в танцзале общежития Московского Института Стали и Сплавов в 1983-1984 гг. на магнитофон «Ростов».
В записи использована аутентичная советская техника, аутентичные советские музыкальные инструменты и аутентичные магнитные носители "Свема" и "Славич". Оформление художника Юрия Непахарева.
Данный альбом так же, как и «Стриженая умная головка», стилизован под панк-рок и пост-панк в эклектичной эстетике The Clash. По словам авторов, представляет собой «концептуальную рефлексию на патриотическую тему, пропущенную через искривлённую оптику тошнотворно-сентиментального барокко Экзюпери и его адвокатов из "Машины Времени"», чем и отличается от более поздних магнитоальбомов группы. 

Переизданная версия (2001 года, CD) состояла из композиций двух магнитоальбомов — «Кисилёв» (1983) и «Маленький принц». Мастеринг был выполнен О.Никанкиным на основе трэшевой идеологии звука lo-fi. Диск был оформлен известным московским дизайнером и одним из издателей журнала "КонтрКультУра" А. Волковым в стиле сов-арт-хоррор.

## Список композиций

### Оригинал 1984 года
В оригинале все песни (в 14-й — бэк-вокал включительно) исполняет Евгений Морозов. В 14 песне присутствует вокал Сергея Жарикова.
Слова и музыка всех песен — написаны Сергеем Жариковым.
| №   | Название                        | Длительность |
| --- | ------------------------------- | ------------ |
| 1.  | «Маленький принц»               | 1:15         |
| 2.  | «Песня о Москве»                | 4:18         |
| 3.  | «Вова»                          | 1:53         |
| 4.  | «Бога нет»                      | 2:54         |
| 5.  | «Любовь дипломата»              | 2:50         |
| 6.  | «Зиба»                          | 3:12         |
| 7.  | «Вся жизнь впереди»             | 2:47         |
| 8.  | «Сфинкс»                        | 0:59         |
| 9.  | «Полковник-подполковник»        | 2:24         |
| 10. | «Сфинкс 2»                      | 1:03         |
| 11. | «Королева (первая версия)»      | 3:07         |
| 12. | «Фиолетовый блюз»               | 4:20         |
| 13. | «Пигмалион»                     | 3:58         |
| 14. | «Вальс»                         | 4:22         |
| 15. | «Коммунистическая (Песня И.О.)» | 2:45         |
| 16. | «Песня о молодёжной мечте»      | 3:23         |
| 17. | «А Бога — нет!»                 | 1:50         |

### Переиздание 2001 года
Слова и музыка всех песен — написаны Сергеем Жариковым, кроме немного видоизменённых гармонии и текста песни "Водосточная труба" из репертуара московской группы "Оловянные Солдатики".
| №   | Название                                                           | Длительность |
| --- | ------------------------------------------------------------------ | ------------ |
| 1.  | «Маленький принц»                                                  | 1:15         |
| 2.  | «Песня о Москве»                                                   | 4:19         |
| 3.  | «Не без Некрасова (в оригинале — Вова)»                            | 1:54         |
| 4.  | «Вся жизнь впереди»                                                | 2:48         |
| 5.  | «Водосточная труба»                                                | 3:00         |
| 6.  | «Проваливаются носы (в оригинале — Пигмалион)»                     | 3:59         |
| 7.  | «Гражданского звучания песня (в оригинале — Коммунистическая)»     | 2:46         |
| 8.  | «Не без Тютчева (в оригинале — Любовь дипломата)»                  | 2:51         |
| 9.  | «Зиба»                                                             | 3:13         |
| 10. | «Ты мужа забыла совсем»                                            | 5:26         |
| 11. | «Бога нет»                                                         | 2:55         |
| 12. | «Подполковник-полковник (в оригинале — Сфинкс-2)»                  | 1:03         |
| 13. | «Накося-выкуси (в оригинале — Подполковник-полковник)»             | 2:25         |
| 14. | «Фиолетовый блюз»                                                  | 4:20         |
| 15. | «Неотправленное письмо»                                            | 3:57         |
| 16. | «Его с нами больше нет»                                            | 0:31         |
| 17. | «***»                                                              | 1:19         |
| 18. | «На оптимистической ноте (в оригинале — Песня о молодёжной мечте)» | 3:23         |

## Участники записи альбома
- Евгений Морозов — вокал
- Дмитрий Яншин — гитара, аранжировки
- Сергей Полянский — бас
- Виктор Клемешов — бэк-вокал, гитара
- Олег Опойцев — тенор-саксофон
- Сергей Летов — саксофон, флейта
- Сергей Жариков — вокал, барабаны, тексты и музыка песен
- Литягин, Андрей Валентинович ---  пианино в песне "Любовь дипломата"